# Adam von Herberstorff
Adam von Herberstorff (né le 15 avril 1585 au château de Kalsdorf près d'Ilz, mort le 11 septembre 1629 au château d'Ort à Gmunden) est un officier autrichien. Il fut Statthalter de Bavière puis Landeshauptmann de Haute-Autriche pendant huit ans, il est le répresseur de la guerre des paysans en Haute-Autriche en 1625 et 1626.

## Biographie
Adam vient de la maison autrichienne de Herberstorff, dont le siège ancestral, le château de Herbersdorf, est aujourd'hui à Stainz, en Styrie. Il est le fils d'Otto von Herberstorff, (né le 6 août 1551, mort fin 1601) qui épouse Benigna von Lengheim à Radkersburg le 16 septembre 1576. Adam est un petit-fils de Franz von Herberstorff et de sa seconde épouse Elisabeth von Herberstein.
Comme ses parents, Adam von Herberstorff est à l'origine protestant. Il fait sa scolarité à Lauingen (Donau) et à Strasbourg puis entre au service du comte palatin protestant Philippe-Louis de Neubourg. De 1610 à 1611, il est pfleger à Beratzhausen, de 1612 à 1614 Landrichter à Sulzbach et en 1614 pfleger à Reichertshofen. Après l'entrée en fonction du comte palatin Wolfgang-Guillaume de Neubourg en 1614, Herberstorff, qui s'est converti au catholicisme comme le comte palatin, en devient le Geheimer Rater et Statthalter dans le duché de Palatinat-Neubourg et, malgré des réticences, encourage avec zèle et emphase la recatholisation de Neubourg-sur-le-Danube et du duché. En 1619, il rejoint l'armée bavaroise en tant que Rittmeister et y sert à partir de 1620 comme colonel dans un régiment de cuirassiers.
Le 8 octobre 1619, au début de la guerre de Trente Ans, le traité de Munich est une assurance entre les catholiques empereur Ferdinand II et duc Maximilien de Bavière dans la guerre contre les protestants, ainsi les terres au-dessus de l'Enns vont à la Bavière. Herberstorff se distingue lors de la soumission des domaines protestants de Haute-Autriche en juillet 1620. Le 20 août 1620, Herberstorff est nommé Landeshauptmann de Haute-Autriche.
Avant sa prise de fonction, Herberstorff rejoint l'armée de la Ligue catholique avec ses troupes et prend part à la bataille de la Montagne-Blanche le 8 novembre 1620 remportée par le Saint-Empire. En conséquence, il achète au chevalier protestant Hruška von Březno les domaines de Toužetín et Bitozeves. Il est élevé par l'empereur Ferdinand II le 8 avril 1623 au rang de comte impérial. Il reçoit également la seigneurerie d'Ort, qui appartenait auparavant aux seigneurs de Scherffenberg, et le Herrschaft de Tollet, qui avait été retiré à la maison protestante de Jörger von Tollet. Au cours de son mandat de gouverneur de huit ans, le comte Herberstorff réside au château de Linz en tant que chef de l'administration bavaroise en Haute-Autriche. À la demande de l'empereur Ferdinand, la recatholisation violente du pays a lieu sous sa responsabilité selon le principe juridique de la contre-Réforme Cujus regio, ejus religio.
En mai 1625, une rébellion éclate à propos de la nomination d'un prêtre catholique à Frankenburg am Hausruck, à laquelle environ 5 000 personnes armées prennent finalement part. Le comte Herberstorff procède avec la plus grande sévérité. En application de la loi martiale, il se débarrasse des représentants des communes et des paroisses impliqués dans l'émeute le 15 mai à Haushamerfeld. Seize meneurs et une autre personne sont pendus sans jugement (Jeu de dés de Frankenburg). Un nouveau soulèvement commence le 17 mai 1626 dans une échauffourée à Lembach im Mühlkreis, au cours de laquelle six soldats bavarois sont tués. Les paysans se soulèvent, menés par Stefan Fadinger et Christoph Zeller, contre le gouverneur détesté, auquel se joignent des artisans urbains et des représentants de l'intelligentsia urbaine et même quelques aristocrates comme Achaz Willinger. Comme jusqu'à 40 000 hommes ont des armes, ils infligent de sévères défaites aux mercenaires de Herberstorff à plusieurs reprises et assiègent la capitale provinciale de Linz. Ce n'est que grâce à la coopération des troupes autrichiennes et bavaroises du général de la Ligue catholique, Gottfried Heinrich zu Pappenheim, beau-fils de Herberstorff, dans deux batailles le 9 novembre 1626 près d'Emling près d'Eferding et le 15 novembre près de Pinsdorf qu'il les repousse. 12 000 insurgés sont tués pendant les batailles et la proscription qui suit. Les meneurs du soulèvement sont exécutés après la torture.
Après que l'empereur Ferdinand II cède le Haut-Palatinat conquis et des parties du Bas-Palatinat à l'électeur de Bavière en compensation, l'archiduché de Haute-Autriche revient à la maison de Habsbourg. Le 5 mai 1628, le comte Herberstorff remet le gouvernement de Linz aux commissaires impériaux, Anton Wolfradt (de), conseiller privé, président de la chambre de la Cour et abbé de Kremsmünster, Heinrich von Salburg et Johann Spindler von Hofegg, chambellan, lors d'une cérémonie solennelle à Linz. Cette administration par intérim dure jusqu'au 30 août, jour où l'empereur, à la surprise générale, nomme le comte Herberstorff, détesté localement, gouverneur d'Autriche sur l'Enns.
Cependant, il n'exerce cette fonction que pendant une courte période. Après une visite à Munich, au cours de laquelle il tente de faire valoir des prétentions de services antérieurs, il retourne en Autriche dans son château d'Ort, où il meurt subitement le 11 septembre 1629 dans les bras de son confesseur. Il est le dernier de son ancienne lignée.
Herberstorff avait épousé en 1607 Maria Salomé von Preysing-Kopfsburg, fille de Heinrich Freiherrn von Preysing zu Kopfsburg et de sa femme, Benigna Thurmerin (Taimerin ?) von Mühlheim. Elle avait environ dix ans de plus que Herberstorff et est la veuve du Reichserbmarschall Veit zu Pappenheim (1535-1600), dont le premier mariage est de 1593. Herberstorff devient ainsi le beau-père des cinq enfants du premier mariage de sa femme, notamment Gottfried Heinrich zu Pappenheim.
Le comte Adam von Herberstorff est chevalier de l'ordre espagnol de Calatrava, conseil secret impérial et bavarois et trésorier ainsi que colonel bavaroise d'un régiment à cheval et à pied. Sa dernière demeure se trouve dans la chapelle de la Toussaint de l'église d'Altmünster, en Haute-Autriche. La dalle funéraire en marbre rouge montre une représentation grandeur nature de Herberstorff en armure complète.
Comme son mariage est resté sans enfant et que le comte Herberstorff est le dernier de sa maison à mourir, sa veuve vend le domaine d'Ort à son parent éloigné, Johann Warmund (1573-1648), comte de Preysing depuis 1645, et la domaine de Tollet le 17 mars 1637 à Wenzel Reichard (1597-1651), depuis 1646 comte de Sprinzenstein et Neuhaus. Elle meurt en 1648.

## Source, notes et références
- (de) Cet article est partiellement ou en totalité issu de l’article de Wikipédia en allemand intitulé « Adam von Herberstorff » (voir la liste des auteurs).

1. ↑  Lucien Bély, Les relations internationales en Europe : XVIIe – XVIIIe siècles, Presses universitaires de France, 1992, 731 p. (ISBN 9782130443551, lire en ligne), p. 86
2. ↑  Guide à travers le Salzkammergut et Ischl en particulier, E. Mänhardt, 1895, 76 p. (lire en ligne), p. 61